# عصفور البحر الميت
عصفور البحر الميت (الاسم العلمي: Passer moabiticus) (بالإنجليزية: Dead Sea Sparrow)‏ هو نوع من الطيور يتبع جنس العصفور من فصيلة عصافير العالم القديم.